# Aegostheta boa
Aegostheta boa är en skalbaggsart som beskrevs av Wilhelm Ferdinand Erichson 1847. Aegostheta boa ingår i släktet Aegostheta och familjen Melolonthidae. Inga underarter finns listade i Catalogue of Life.